# RKBポップスライン
RKBポップスライン（あーるけーびーぽっぷすらいん）は2007年9月までRKB毎日放送（RKBラジオ）で放送されていた夜の音楽番組である。

## 番組概要
主に60年代から70年代にかけての洋楽ポップスをリスナーからのリクエストを中心に流す番組。

また、パーソナリティが紹介する曲に関連した知識も語る。

## 放送時間
- 日曜日 22:30〜23:00(JST）

## パーソナリティ
- 坂田周大